# Hussein Ibrahim Issaka
Hussein Ibrahim Issaka (* 22. November 2003) ist ein katarischer Sprinter, der sich auf den 400-Meter-Lauf spezialisiert hat.

## Sportliche Laufbahn
Erste Erfahrungen bei internationalen Meisterschaften sammelte Hussein Ibrahim Issaka im Jahr 2022, als er bei den Arabischen-U20-Meisterschaften in Radès in 47,44 s die Bronzemedaille im 400-Meter-Lauf gewann. Im Jahr darauf gewann er bei den Hallenasienmeisterschaften in Astana mit der kasachischen 4-mal-400-Meter-Staffel gemeinsam mit Ismail Doudai Abakar, Femi Ogunode und Ammar Ismail Yahia Ibrahim die Silbermedaille hinter dem kasachischen Team.

## Persönliche Bestzeiten
- 400 Meter: 47,44 s, 24. Mai 2022 in Radès
  - 400 Meter (Halle): 48,44 s, 9. Januar 2023 in Doha